# 豊津町 (豊川市)
豊津町（とよつちょう）は、愛知県豊川市の地名。

## 地理

### 河川・池沼
- 豊川

### 交通
- 愛知県道380号豊橋一宮線
- 愛知県道381号豊津石巻萩平線

### 施設
- 豊川市立一宮南部小学校
- 豊津神社
- 全昌寺
- 平八郎ミュージアム
- 豊川市立大和保育園
- 大和の大いちょう
- 大和ちびっ子広場
- 愛知県水産試験場水面漁業研究所三河一宮指導所

## 歴史

### 人口の変遷
国勢調査による人口および世帯数の推移。
| 2010年（平成22年） | 259世帯 905人 |  |
| 2015年（平成27年） | 262世帯 859人 |  |
| 2020年（令和2年）  | 270世帯 867人 |  |

### WEB
1. ↑  “愛知県豊川市の町丁・字一覧”.   人口統計ラボ. 2024年5月1日閲覧。
2. 1 2  総務省統計局 (2022年2月10日). “令和2年国勢調査の調査結果(e-Stat) - 男女別人口，外国人人口及び世帯数－町丁・字等” (CSV). 2023年8月2日閲覧。
3. ↑  “読み仮名データの促音・拗音を小書きで表記するもの(zip形式) 愛知県” (zip).   日本郵便 (2024年2月29日). 2024年3月26日閲覧。
4. ↑  “市外局番の一覧” (PDF).   総務省 (2022年3月1日). 2022年3月22日閲覧。
5. ↑  “ナンバープレートについて”.   一般社団法人愛知県自動車会議所. 2024年1月21日閲覧。
6. ↑  総務省統計局 (2012年1月20日). “平成22年国勢調査の調査結果(e-Stat) - 男女別人口及び世帯数 －町丁・字等” (CSV). 2021年7月21日閲覧。
7. ↑  総務省統計局 (2017年1月27日). “平成27年国勢調査の調査結果(e-Stat) - 男女別人口及び世帯数 －町丁・字等” (CSV). 2021年7月21日閲覧。